# 大山乡 (永德县)
大山乡，是中华人民共和国云南省临沧市永德县下辖的一个乡镇级行政单位。

## 行政区划
大山乡下辖以下地区：
大山村、忙角村、笼楂村、纸厂村、玉华村、麻栎寨村、忙兑村和税房村。